# Elvira: Mistress of the Dark
Elvira: Mistress of the Dark är ett datorspel från 1990 utvecklat av Horror Soft och utgivet av Accolade. Figuren Elvira som spelas av Cassandra Peterson har synts som värd för flera amerikanska TV-program där hon presenterar skräckfilmer och Elvira fick en egen film 1988. Spelet styrs antingen med mus eller joystick beroende på vilket version man spelar. Spelet fick en uppföljare 1992 med Elvira II: The Jaws of Cerberus.
Man spelar som en frilansande spökjägare som kallats av Elvira själv till det gamla slott som hon har ärvt. Slottet ägdes för hundratals år sedan av Emelda, en ond kvinna som mördade och torterade folk. Elvira upptäcker att hon råkar vara släkt i rakt nedstigande led med Emelda. Nu har Emelda återuppstått från de döda och hon vill styra över världen, och Elvira behöver hjälp med att stoppa henne. Man måste leta rätt på Emeldas kista, och man måste också hitta de sex nycklar som krävs för att öppna den, nycklarna finns utspridda i och runt slottet. I kistan finns en skriftrulle och en dolk som båda krävs för att stoppa Emelda. Slottet och dess omnejd är fullt av monster som man måste besegra för att kunna komma vidare. Till slut måste man komma fram till Emelda själv och döda henne.

## Mottagande
Datormagazin tyckte att Amiga-versionen av spelet hade grafik i toppklass och bra ljud och spelet var fascinerande och med en bra handling, och gav spelet 9/10 i betyg. C64-versionen hade sämre grafik och ljud, men det ansågs ändå vara en lyckad konvertering och fick 91/100 i betyg. Retroguiden däremot ansåg att spelet var för obalanserat och svårt och gav spelet 4/10 i betyg.